# Wandelroute GRP573

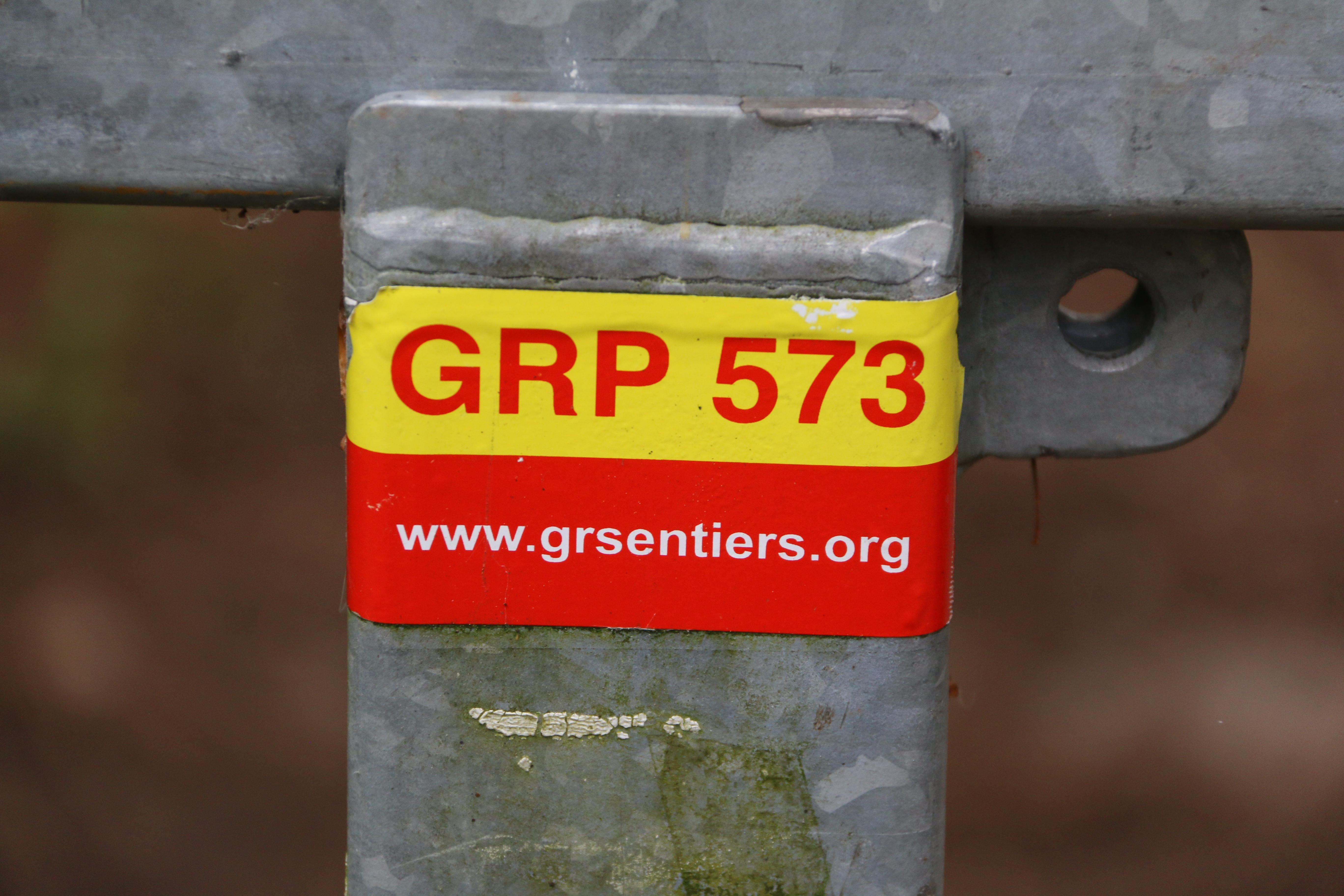
GRP573 langs de Hoëgne

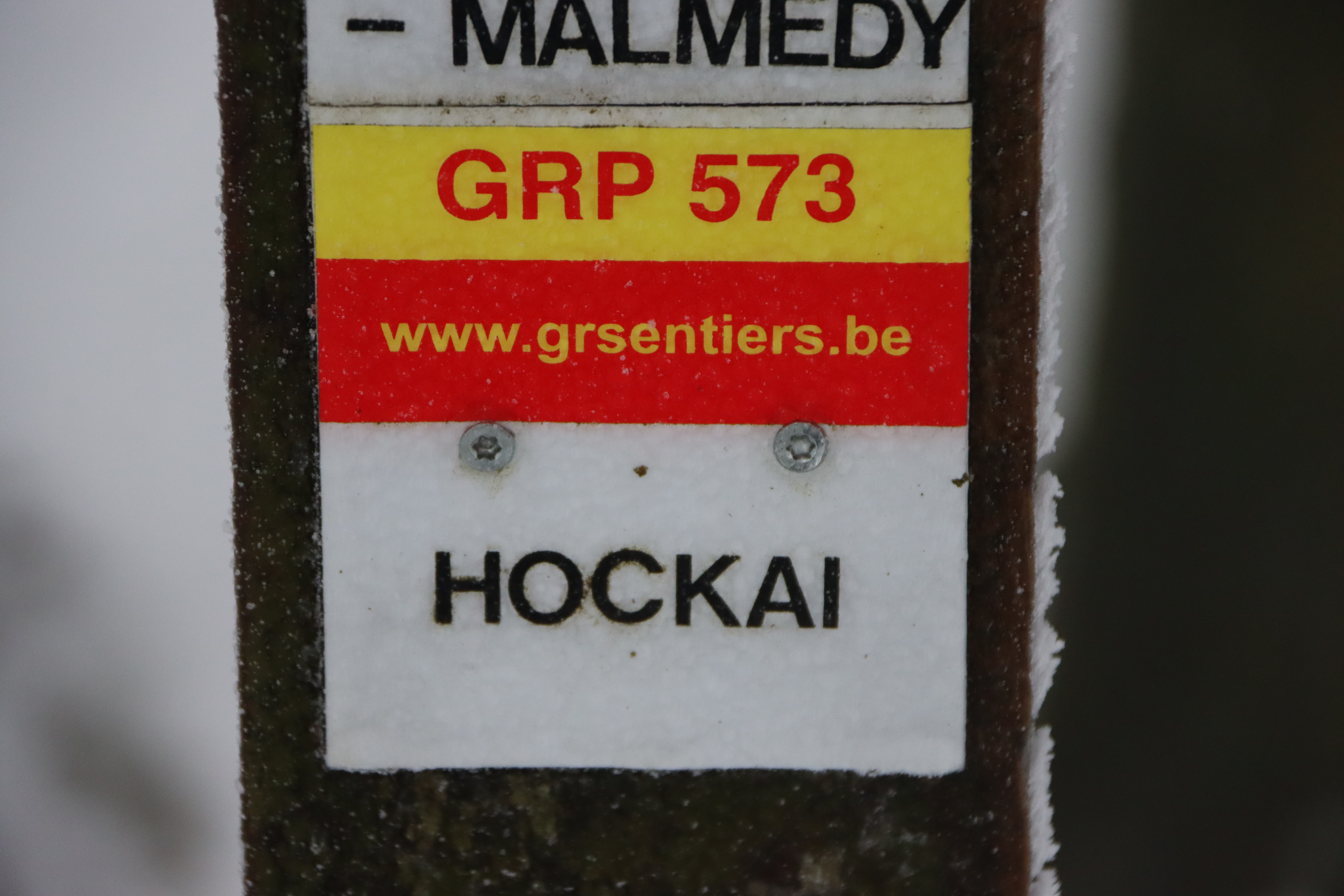
GRP573 op de Hoge Venen

De wandelroute GRP573, als streekpad (GRP, Streek-GR) ook wel aangeduid als Tour de la Vallée de la Vesdre et des Hautes Fagnes, is in totaal 160 kilometer lang en loopt in lusvorm door de vallei van de Vesder en de Hoge Venen. De route loopt langs Angleur - Pepinster - Eupen - Mont Rigi - Polleur - Pepinster - Spa.